# Diecezja Northampton
Diecezja Northampton – diecezja Kościoła rzymskokatolickiego w południowej Anglii, w metropolii westminsterskiej. Została ustanowiona w 1840 roku jako wikariat apostolski dystryktu wschodniego. W 1850 została podniesiona do rangi diecezji. W 1976 uzyskała obecne granice. Siedzibą biskupów jest Northampton. Diecezja obejmuje hrabstwa Bedfordshire, Buckinghamshire, Northamptonshire oraz część hrabstwa Berkshire położoną na północ od Tamizy.

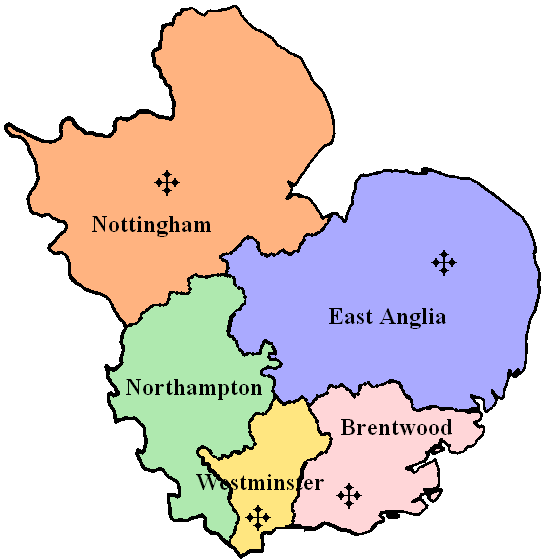
Diecezja na mapie metropolii westminsterskiej (zaznaczona na zielono)